# Second Home
Second Home / セカンド・ホームは、アメリカのポップ・シンガー、マリエ・ディグビィの完全日本独占企画アルバム。

## 概要
- マリエ・ディグビィによる日本語楽曲のカヴァーアルバムで、このアルバムは完全日本独占企画盤。プロデュースはシライシ紗トリで、ほぼ全編にコーラスでCHIHIRO（ラヴァーズソウル）が参加している。
- マリエ自身がアメリカ人と日本人のハーフということで、Second Home＝第二の故郷となっている[1]。

## 収録曲
1. gravity （4:18）
作詞／作曲：LUNA SEA　原曲：LUNA SEA
2. チェリー （4:09）
作詞／作曲：草野正宗　原曲：スピッツ
3. 君という花 （3:52）
作詞／作曲：後藤正文　原曲：ASIAN KUNG-FU GENERATION
4. ギブス（5:10）
作詞／作曲：椎名林檎　原曲：椎名林檎
5. やさしい気持ち （3:45）
作詞／作曲：CHARA　原曲：Chara
6. バンザイ 〜好きでよかった〜 （4:31）
作詞／作曲：トータス松本　原曲：ウルフルズ
7. PIECE OF MY WISH （5:20）
作詞：岩里祐穂／作曲：上田知華　原曲：今井美樹
8. 涙そうそう （3:47）
作詞：森山良子／作曲：BEGIN　原曲：森山良子
9. Gentle Smile （3:25）
作詞／作曲：シライシ紗トリ　原曲：シライシ紗トリ
10. 今宵の月のように （4:05）
作詞／作曲：宮本浩次　原曲：エレファントカシマシ
11. 【es】 〜Theme of es〜 （5:49）
作詞／作曲：桜井和寿　原曲：Mr.Children
12. LOVE LOVE LOVE （4:45）
作詞：吉田美和／作曲：中村正人　原曲：DREAMS COME TRUE
  - この曲には、彼女の家族と姉妹がコーラスで参加。